# پرندگان قاتل
پرندگان قاتل (انگلیسی: Killing Birds) یک فیلم ترسناک ایتالیایی است که در سال ۱۹۸۸ منتشر شد. از بازیگران این فیلم می‌توان به لارا وندل و رابرت وان اشاره کرد.